# Kanton Castets
Kanton Castets (francouzsky Canton de Castets) je francouzský kanton v departementu Landes v regionu Akvitánie. Tvoří ho 10 obcí.

## Obce kantonu
- Castets
- Léon
- Lévignacq
- Linxe
- Lit-et-Mixe
- Saint-Julien-en-Born
- Saint-Michel-Escalus
- Taller
- Uza
- Vielle-Saint-Girons